# جوزيه غودارد
جوزيه غودارد (بالإنجليزية: Josiah Goddard)‏ هو مترجم ومبشر أمريكي، ولد في 1813، وتوفي في 1854.